# Neuwied (huyện)
Neuwied là một huyện (Kreis) ở phía bắc của Rheinland-Pfalz, Đức. Các huyện giáp ranh (từ phía bắc theo chiều kim đồng hồ) là: Rhein-Sieg, Altenkirchen, Westerwaldkreis, Mayen-Koblenz, Ahrweiler.

## Lịch sử
Huyện được thành lập năm 1816 khi khu vực này trở thành lãnh thổ của tỉnh Rhine thuộc Phổ. Năm 1822, huyện Linz được sáp nhập vào huyện này.

## Địa lý
Huyện có dãy núi Westerwald phía đông thung lũng sông Rhine. Sông Rhine tạo thành ranh giới phía tây của huyện.

## Thị xã và đô thị
thị xã không thuộc Verband: Neuwied
| Verbandsgemeinden | Verbandsgemeinden | Verbandsgemeinden |
| --- | --- | --- |
| - 1. Asbach 1. Asbach1 2. Buchholz 3. Neustadt (Wied) 4. Windhagen - 2. Bad Hönningen 1. Bad Hönningen1, 2 2. Hammerstein 3. Leutesdorf 4. Rheinbrohl - 3. Dierdorf 1. Dierdorf1, 2 2. Großmaischeid 3. Isenburg 4. Kleinmaischeid 5. Marienhausen 6. Stebach - 4. Linz am Rhein 1. Dattenberg 2. Kasbach-Ohlenberg 3. Leubsdorf 4. Linz am Rhein1, 2 5. Ockenfels 6. Sankt Katharinen 7. Vettelschoß | - 5. Puderbach 1. Dernbach 2. Döttesfeld 3. Dürrholz 4. Hanroth 5. Harschbach 6. Linkenbach 7. Niederhofen 8. Niederwambach 9. Oberdreis 10. Puderbach1 11. Ratzert 12. Raubach 13. Rodenbach bei Puderbach 14. Steimel 15. Urbach 16. Woldert - 6. Rengsdorf 1. Anhausen 2. Bonefeld 3. Ehlscheid 4. Hardert 5. Hümmerich 6. Kurtscheid 7. Meinborn 8. Melsbach 9. Oberhonnefeld-Gierend 10. Oberraden 11. Rengsdorf1 12. Rüscheid 13. Straßenhaus 14. Thalhausen | - 7. Unkel 1. Bruchhausen 2. Erpel 3. Rheinbreitbach 4. Unkel1, 2 - 8. Waldbreitbach 1. Breitscheid 2. Datzeroth 3. Hausen (Wied) 4. Niederbreitbach 5. Roßbach 6. Waldbreitbach1 |
| 1thủ phủ của Verbandsgemeinde; 2thị xã | | |